# Propeller

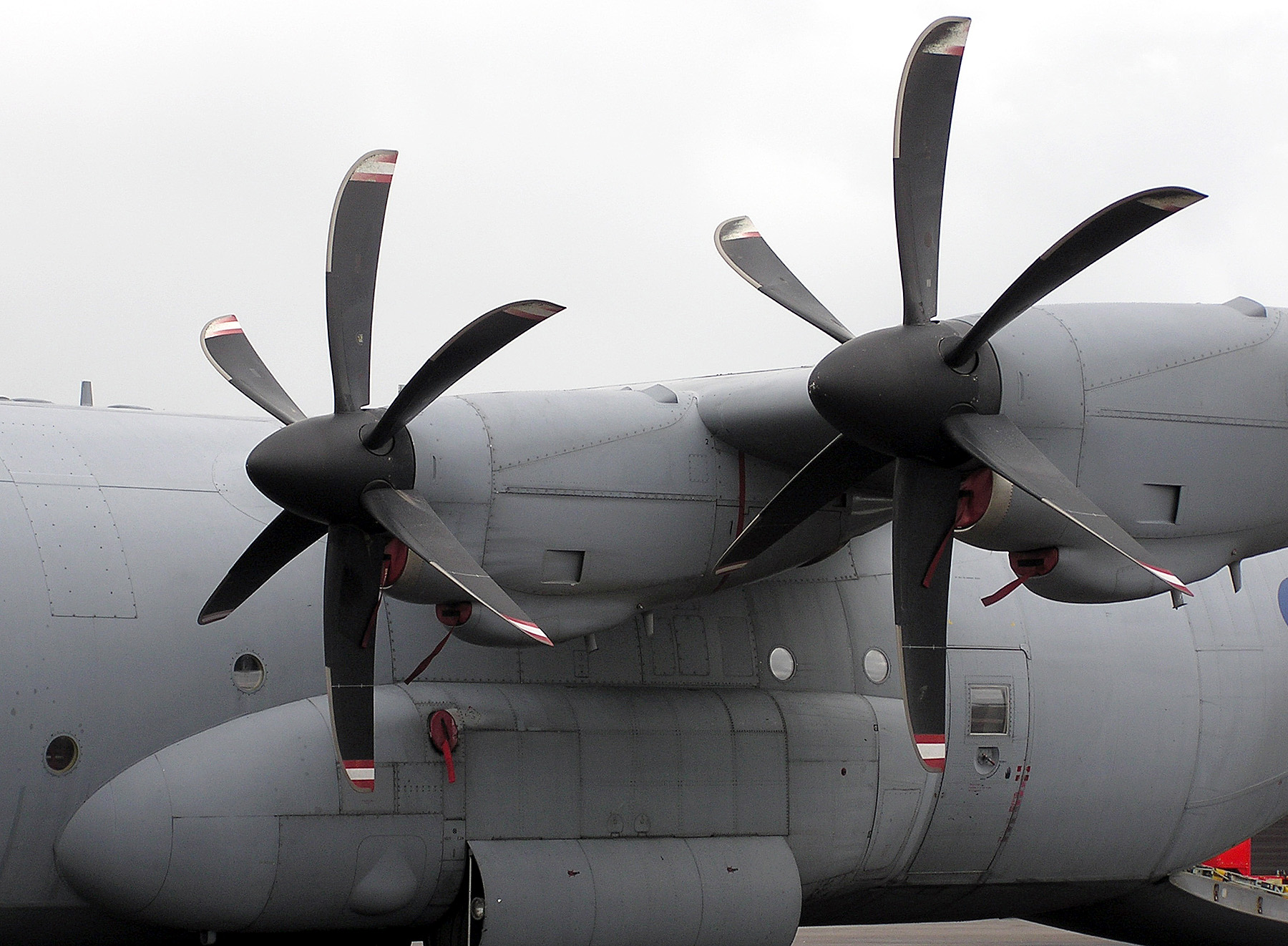
Twee propellers van een C-130 Hercules

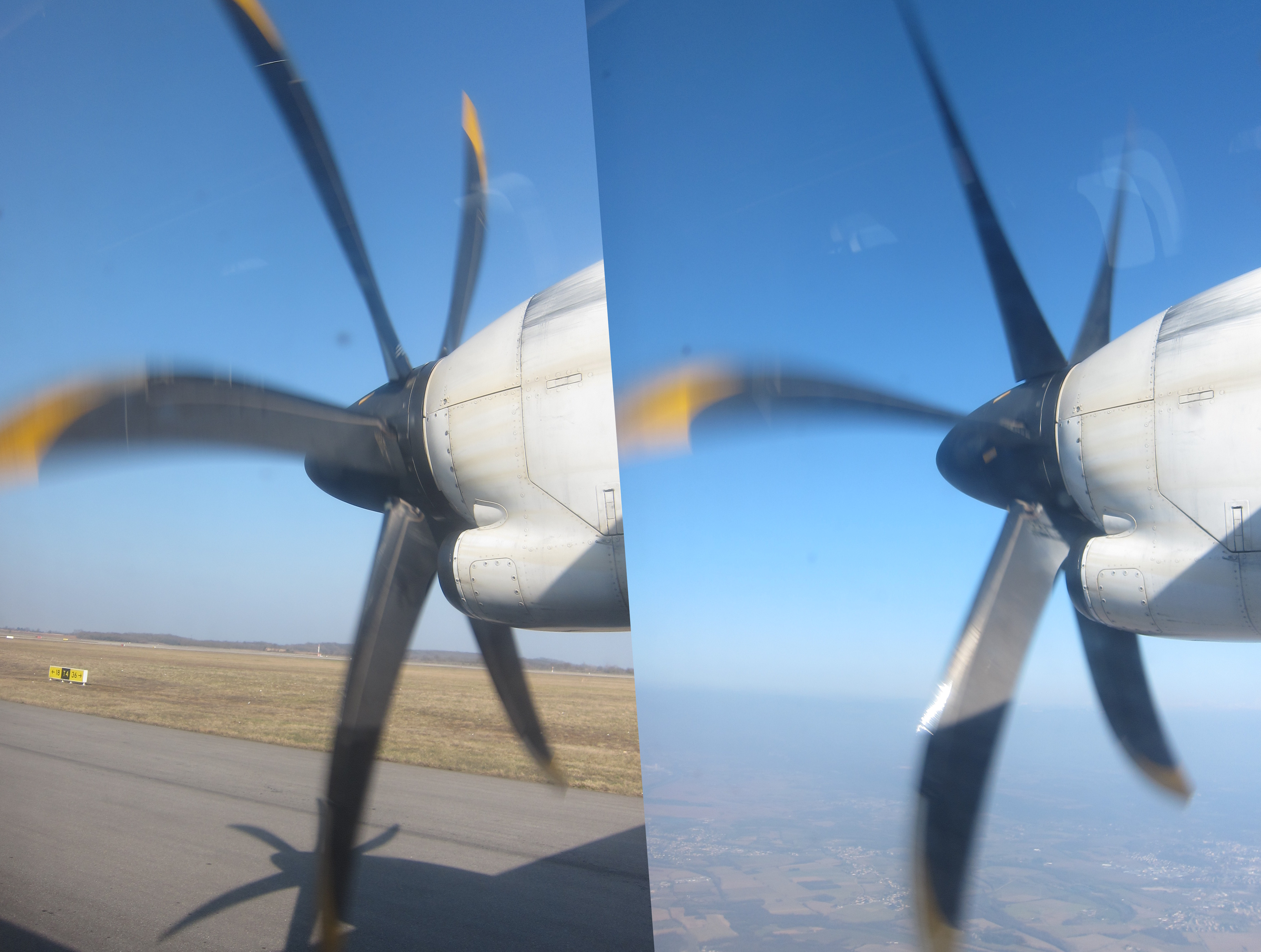
Propeller van een ATR 72 op de startbaan en in de lucht

Propeller van een ATR 72 tijdens de vlucht

Met een propeller of luchtschroef kan een door een motor opgewekte draaiende beweging worden omgezet in een voor- of achterwaartse beweging. Propellers worden gebruikt voor de voortstuwing van luchtvaartuigen en andere vaartuigen zoals moerasboten en hovercrafts. De luchtstroom die door de propellerbladen wordt opgewekt zorgt voor de aandrijving van het voertuig.
Bij schepen wordt meestal over een schroef gesproken, de bladen van een helikopter worden rotorbladen genoemd. Een ventilator heeft in principe dezelfde vorm bladen als een propeller. Houten propellers zijn uit verschillende lagen samengesteld, elke laag van een andere houtsoort.

## Werking
De propeller bestaat uit een aantal bladen die op een as zijn gemonteerd. De bladen van een propeller bij een vliegtuig hebben een soortgelijke doorsnede, een overeenkomstig profiel als een vliegtuigvleugel. Doordat de propeller door de lucht beweegt, ontstaat dan net zoals bij een vleugel een drukverschil aan twee zijden van het blad, waardoor er op het blad een kracht in voorwaartse richting ontstaat. Via deze kracht trekt de propeller het vliegtuig door de lucht vooruit. Er bestaan ook duwpropeller, waarbij  de propeller het vliegtuig vooruit duwt. Iets soortgelijks treedt op bij een scheepsschroef, maar de schroef van een schip heeft een veel sterker gekromde vorm dan een propeller aan een vliegtuig. Voor gewone propellers en propellers die duwen geldt dat de propeller in maar één draairichting optimaal is. De spoed van een propeller is vaak verstelbaar, wat betekent dat de bladhoek tijdens de vlucht kan worden versteld.
Vliegtuigen met straalmotoren bereiken een hogere snelheid dan vliegtuigen met propellers, omdat in straalmotoren de lucht door verhitting wordt gecomprimeerd. 

## Geluid
Een propeller is een luide geluidsbron. Het geluid dat een propeller maakt neemt sterk toe met het toerental. Voor propellers aan vliegtuigen geldt dat het geluid vooral toeneemt als de tippen van de bladen met een supersonische snelheid ronddraaien. De grondtoon van het geluid van de propeller is gelijk aan het toerental vermenigvuldigd met het aantal bladen. Zo is de grondtoon van een vierbladige propeller vier keer het toerental en zijn de boventonen een geheel aantal keer de grondtoon. De sterkte van de boventonen ten opzichte van de grondtoon is afhankelijk van de vorm van de propeller. De turbulente stroming achter de propellerbladen veroorzaakt een zich herhalende drukpuls, dus geluid. De vorm van deze drukpuls hangt van de vorm van het propellerblad af. Een blad met een ronde tipvorm veroorzaakt een rondere drukpuls dan een blad met een afgeknotte vorm en bevat daarmee minder boventonen dan een rechthoekige drukpuls, zoals van een afgeknot propellerblad.